# Jednogodišnja tratinčica
Jednogodišnja tratinčica (dupčić, lat. Bellis annua), jednogodišnja biljna vrsta iz porodice glavočika raširena po Sredozemlju Europe, Azije i Afrike.
Jedna je od tri vrste tratinčica koje rastu u Hrvatskoj
Vrstu Bellis microcephala Lange, Kew tretira podvrstom jednogodišnje tratinčice pod imenom Bellis annua subsp. microcephala (Lange) Nyman.

## Podvrste
- Bellis annua subsp. annua
- Bellis annua subsp. minuta (DC.) R.D. Meikle, Sardinija; Italija; Kreta; Cipar; Izrael; Jordan.